# Chris von Wangenheim
Chris von Wangenheim, eigentlich Christoph Freiherr von Wangenheim (* 21. Februar 1942 in Brieg, Niederschlesien; † 9. März 1981 auf der Insel St. Martin, Karibik) war ein deutscher Fotograf aus der Familie von Wangenheim, der in den 1970er Jahren als gefragter Modefotograf Bekanntheit erlangte. 

## Leben
Wangenheim stammte aus dem alten Adelsgeschlecht Wangenheim und wurde in Schlesien geboren. Sein Vater, der Oberstleutnant der Kavallerie Konrad Freiherr von Wangenheim, wurde 1936 mit der deutschen Mannschaft Olympiasieger im Vielseitigkeitsreiten. Aus sowjetischer Kriegsgefangenschaft kehrte er nicht mehr zurück.
Wangenheim wuchs nach dem Zweiten Weltkrieg in Bayern auf. Er besuchte nach dem Abitur die Bayerische Staatslehranstalt für Photographie (heute Staatliche Fachakademie für Fotodesign) in München und schloss diese 1964 mit der Gesellenprüfung ab.
1965 wanderte er nach New York aus, wo er bis 1967 als Assistent der Mode- und Werbefotografen David Thorpe und James Moore arbeitete. 1968 gründete Wangenheim sein eigenes Studio, CvW, am Washington Square und begann seine Arbeit für die US-amerikanische Ausgabe von Harper’s Bazaar, ab 1970 auch für die italienische Ausgabe. Ab 1972 fotografierte er primär für die US-amerikanische Ausgabe von Vogue, aber auch für deren deutsche, französische und italienische Ausgabe. Ferner arbeitete er für Magazine wie Esquire, Playboy, Interview und Viva.
Chris von Wangenheim wurde außerdem bekannt mit erfolgreichen Werbeaufnahmen für Christian Dior, Calvin Klein und Revlon.  
Das Supermodel Gia Carangi produzierte ihr erstes großes Modeshooting im Oktober 1978 mit Chris von Wangenheim und arbeitete häufig mit ihm zusammen. Von Wangenheim machte auch die berühmten Nacktfotos von Carangi an einem Maschendrahtzaun. 
Sein Name wird häufig neben jenem von Helmut Newton genannt, da die beiden Freunde ein für die 1970er und 1980er Jahre bezeichnender, erotischer Stil der Modefotografie verbindet. 
Chris von Wangenheim starb im 40. Lebensjahr, auf der Höhe seines Erfolgs, durch einen Autounfall  im März 1981 auf der Karibikinsel St. Martin.